# Duck Key
Duck Key es un lugar designado por el censo ubicado en el condado de Monroe en el estado estadounidense de Florida. En el Censo de 2010 tenía una población de 621 habitantes y una densidad poblacional de 378,78 personas por km².

## Geografía
Duck Key se encuentra ubicado en las coordenadas 24°46′25″N 80°54′39″O / 24.77361, -80.91083. Según la Oficina del Censo de los Estados Unidos, Duck Key tiene una superficie total de 1.64 km², de la cual 1.55 km² corresponden a tierra firme y (5.37%) 0.09 km² es agua.

## Demografía
Según el censo de 2010, había 621 personas residiendo en Duck Key. La densidad de población era de 378,78 hab./km². De los 621 habitantes, Duck Key estaba compuesto por el 83.74% blancos, el 14.65% eran afroamericanos, el 0.16% eran amerindios, el 0.16% eran asiáticos, el 0% eran isleños del Pacífico, el 0.32% eran de otras razas y el 0.97% pertenecían a dos o más razas. Del total de la población el 6.76% eran hispanos o latinos de cualquier raza.